# Drew Sidora

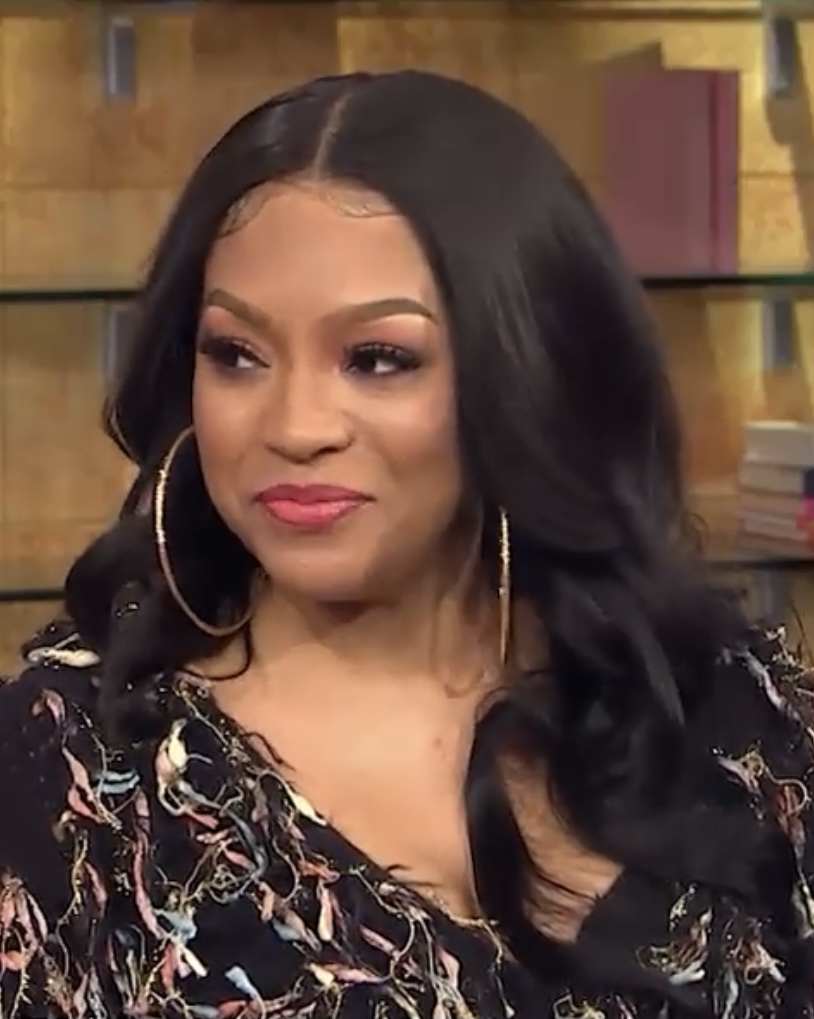
Drew Sidora, 2020

Drew Sidora Jordan (* 1. Mai 1985 in Chicago, Illinois) ist eine US-amerikanische Schauspielerin und Sängerin.
Sidora war in den Filmen Never Die Alone, White Chicks, Step Up, Born to be Wild – Saumäßig unterwegs, Motives 2 und B-Girl zu sehen. Mit neun Jahren stand sie für Fox TV neben Khalil Kain, Lisa Nicole Carson und Nicole Ari Parker vor der Kamera.
2007 veröffentlichte sie ihre erste Single Slow it Down, was Teil der Serie The Game war. 2010 folgte die Single Juke It.

## Werdegang
Mit fünf Jahren fing sie an, Jazz, Ballett und Modern Dance zu tanzen. Zwei Jahre später übernahm sie Sprechrollen und spielte in Werbespots mit. Mit zwölf Jahren wurde sie eines der begehrtesten Reklamekinder rund um Chicago. Nachdem sie Gesangsunterricht genommen und dem Kirchenchor beigetreten war, wurde sie im Alter von 13 Jahren Sängerin in der Gruppe Mo Tempo. Sie machte ihren High-School-Abschluss mit 17 Jahren und zog kurz darauf nach Kalifornien, USA.

## Filmografie
- 1995: Divas (Fernsehfilm)
- 1998: The Howie Mandel Show (Fernsehserie)
- 2003: Hallo Holly (What I Like About You, Fernsehserie, eine Folge)
- 2004: Without a Trace – Spurlos verschwunden (Without a Trace, Fernsehserie, eine Folge)
- 2004: Never Die Alone
- 2004: White Chicks
- 2004–2005: Raven blickt durch (That's So Raven, Fernsehserie, vier Folgen)
- 2006: Girlfriends (Fernsehserie, eine Folge)
- 2006: Step Up
- 2007: Born to be Wild – Saumäßig unterwegs (Wild Hogs)
- 2007: Motives 2
- 2007: The Game (Fernsehserie, drei Folgen)
- 2007: Nurses (Fernsehfilm)
- 2008: Jury of Our Peers
- 2008: Cabin Massacre (Farm House)
- 2008: Swipe (Kurzfilm)
- 2009: Man of Her Dreams
- 2009: Frankenhood
- 2009: The Killing of Wendy
- 2009: B-Girl
- 2010: Blessed and Cursed
- 2011: E! Buzz with Carla B (Kurzfilm)
- 2011: She’s Not Our Sister (Fernsehfilm)
- 2011: She's Still Not Our Sister (Fernsehserie)
- 2013: Hope for Love
- 2013: JD Lawrence's Community Service (Miniserie, drei Folgen)
- 2013: CrazySexyCool: The TLC Story (Fernsehfilm)
- 2014: One Love (Fernsehserie, acht Folgen)
- 2014: Could This Be Love
- 2015: Hindsight (Fernsehserie, acht Folgen)
- 2015: Sister Code
- 2016: Chasing Waterfalls (Fernsehfilm)
- 2017: The Preacher's Son
- 2018: The Choir Director
- 2019: Just a Friend
- 2020: White People Money
- 2020: Influence
- 2022: Line Sisters (Fernsehfilm)